# Ilian Evtimov
Ilian Evtimov (en búlgaro: Илиан Евтимов; Sofía, Bulgaria, 28 de abril de 1983) es un jugador de baloncesto franco-búlgaro que actualmente pertenece a la plantilla del Chorale Roanne Basket de la Pro B, la segunda división francesa. Con 2,01 metros de estatura, puede jugar tanto en la posición de Alero como en la de Ala-Pívot. Es hijo del exjugador de baloncesto Ilia Evtimov y hermano del también jugador de baloncesto Vasco Evtimov.

## Carrera deportiva

### Escuela secundaria
Se formó en el Richard J. Reynolds High School, situado en Winston-Salem, Carolina del Norte, y en el Bishop McGuiness High School, situado en Kernersville, Carolina del Norte.

### Universidad
Tras graduarse en 2001, asistió a la Universidad Estatal de Carolina del Norte, situada en Raleigh, Carolina del Norte, donde cumplió su periplo universitario (2001-2006).
En su primera temporada, su año freshman (2001-2002), jugó 34 partidos con los Wolfpack con un promedio de 7,1 puntos (37 % en triples y 73 % en tiros libres), 2,9 rebotes y 1,7 asistencias.  Finalizó la temporada en la Atlantic Coast Conference como el 20º en triples metidos (40) y el 24º en partidos jugados.
En su segunda temporada (2002-2003), fue red-shirt, ya que no pudo jugar en toda la temporada debido a una lesión.
En su tercera temporada, su año sophomore (2003-2004), jugó 31 partidos (23 como titular) con los Wolfpack con un promedio de 9,8 puntos (56,1 % en tiros de 2, 33,7 % en triples y 87,6 % en tiros libres), 4,5 rebotes, 3 asistencias y 1,3 robos en 29,1 min. Finalizó la temporada en la Atlantic Coast Conference como el 11º máximo asistente, el 18º en robos y en robos totales (40) y el 9º en asistencias totales (93).
En su cuarta temporada, su año júnior (2004-2005), jugó 35 partidos (22 como titular) con los Wolfpack con un promedio de 9,8 puntos (42,6 % en triples y 66,7 % en tiros libres), 3,8 rebotes, 2,1 asistencias y 1,2 robos en 30,3 min. A final de temporada fue elegido en el segundo mejor quinteto del torneo de la Atlantic Coast Conference. Finalizó la temporada en la Atlantic Coast Conference como el 9º en triples metidos (66) y partidos jugados.
En su quinta y última temporada, su año sénior (2005-2006), jugó 31 partidos (28 como titular) con los Wolfpack con un promedio de 10,4 puntos (52,9 % en tiros de 2, 40,8 % en triples y 89,5 % en tiros libres), 3,7 rebotes, 2,5 asistencias y 1,2 robos en 29,6 min. Finalizó la temporada en la Atlantic Coast Conference como el 12º en triples metidos (60).
Disputó un total de 131 partidos con los NC State Wolfpack entre las cuatro temporadas, promediando 9,3 puntos (39,2 % en triples y 79,1 % en tiros libres), 3,7 rebotes, 2,3 asistencias y 1,1 robos.

### Profesional

#### Adecco Estudiantes
En abril de 2006, tras acabar la temporada con los NC State Wolfpack, se comprometió hasta final de la temporada 2005-2006 con el Adecco Estudiantes de la Liga ACB española, en la que fue su primera experiencia como profesional.
Disputó 4 partidos de liga y 2 de play-offs con los del Ramiro de Maeztu, promediando en liga 1 rebote en 4 min de media y en play-offs 1 balón robado en 3 min de media.

#### VidiVici Bologna
Tras no ser seleccionado en el Draft de la NBA de 2006, fichó por el histórico italiano VidiVici Bologna para la temporada 2006-2006, con los que fue subcampeón de la Lega Basket Serie A y de la Copa de baloncesto de Italia.
Disputó 15 partidos de liga y 15 de FIBA EuroCup con el conjunto boloñés, promediando en liga 3,1 puntos (84,6 % en tiros libres) y 2,1 rebotes en 8,5 min de media, mientras en la FIBA EuroCup promedió 6,3 puntos (65,4 % en tiros de 2, 47,1 % en triples y 72,2 % en tiros libres) y 2,4 rebotes en 13,9 min de media.
Tuvo el 8º mejor % de triples de la FIBA EuroCup.

#### Deutsche Bank Skyliners
Estuvo dos años (2007-2009) en el Deutsche Bank Skyliners alemán.
En su primera temporada (2007-2008), jugó 34 partidos de liga, 10 de play-offs y 10 de Copa ULEB, promediando en liga 13,5 puntos (34,3 % en triples y 85,9 % en tiros libres), 5 rebotes, 2 asistencias y 1,2 robos en 28,5 min, en play-offs 11,5 puntos (32,8 % en triples y 88,2 % en tiros libres), 5,5 rebotes, 2,3 asistencias y 1,5 robos en 30,7 min, y en la Eurocup 14,5 puntos (40,7 % en triples y 85 % en tiros libres), 3,4 rebotes, 1,7 asistencias y 1 robo.
A final de temporada fue elegido en el mejor quinteto de jugadores europeos de la Basketball Bundesliga por Eurobasket.com.
En su segunda y última temporada (2008-2009), jugó 31 partidos de liga, 4 de play-offs y 10 de EuroChallenge, promediando en liga 8,7 puntos (37,3 % en triples y 74,6 % en tiros libres), 2,5 rebotes y 1,5 asistencias en 21,7 min, en play-offs 7,3 puntos (66,7 % en tiros de 2 y 58,3 % en triples), 2,3 rebotes y 1,3 asistencias en 19,3 min, y en la EuroChallenge 8,3 puntos (70 % en tiros libres), 3,5 rebotes, 1,7 asistencias y 1 robo en 25,9 min de media.
Disputó un total de 65 partidos de liga y 14 de play-offs con el cuadro de Fráncfort del Meno entre las dos temporadas, promediando en liga 11,1 puntos (35,8 % en triples y 80,2 % en tiros libres), 3,7 rebotes, 1,7 asistencias y 1 robo en 25,1 min de media, mientras que en play-offs promedió 9,4 puntos (53,6 % en tiros de 2 y 45,5 % en triples), 3,9 rebotes y 1,8 asistencias en 25 min de media.

#### BC Levski Sofia
Firmó para la temporada 2009-210 por el BC Levski Sofia de su Bulgaria natal, pero tan sólo disputó 1 partido (3 puntos, 1 rebote, 1 asistencia y 2 robos en 9 min).

#### Proteas EKA AEL Limassol
Fichó por el Proteas EKA AEL Limassol chipriota para el resto de la temporada 2009-2010, quedando subcampeón de la Primera División de Baloncesto de Chipre. A final de temporada fue elegido en el  mejor quinteto de jugadores europeos  de la Primera División de Baloncesto de Chipre por  Eurobasket.com.
Disputó 11 partidos de EuroChallenge con el conjunto de Limassol, promediando 11,6 puntos (45,6 % en triples y 94,1 % en tiros libres), 2,7 rebotes y 1,5 asistencias en 22,7 min de media.
Finalizó en la EuroChallenge con el 9º mejor % de triples y fue el 11º en triples metidos por partido (2,4).

#### Elan Chalon
Tras esta temporada en Chipre, se fue al Elan Chalon francés, donde ha estado las seis últimas temporadas (2010-2016).
En su primera temporada (2010-2011), jugó 30 partidos de liga y 3 de play-offs, promediando en liga 11,7 puntos (54,8 % en tiros de 2, 39,9 % en triples y 84,4 % en tiros libres), 4,1 rebotes, 1,9 asistencias y 1,4 robos en 28,7 min, mientras que en play-offs promedió 11,3 puntos (39,1 % en triples y 83,3 % en tiros libres), 5,3 rebotes, 2 asistencias y 1 robo en 30 min. 
Se proclamó campeón de la Copa de baloncesto de Francia y fue subcampeón de la Semaine des As.
En su segunda temporada (2011-2012), jugó 29 partidos de liga, 6 de play-offs y 18 de EuroChallenge, promediando en liga 10,1 puntos (41,9 % en triples y 93,9 % en tiros libres), 3,8 rebotes, 1,8 asistencias y 1,2 robos en 26,8 min, en play-offs 8,8 puntos (42,9 % en triples y 100 % en tiros libres), 5,4 rebotes, 1,3 asistencias y 1,5 robos en 28,5 min, y en la EuroChallenge 9,9 puntos (46,5 % en triples y 95,2 % en tiros libres), 4,2 rebotes, 1,2 asistencias y 1 robo en 26,1 min de media.
Fue la temporada más fructífera de su carrera, ya que ganaron la Liga Nacional de Baloncesto de Francia, la Semaine des As y por 2ª vez la Copa de baloncesto de Francia, además de ser subcampeones de la EuroChallenge. A principios de temporada, quedaron subcampeones del Match des Champions. Finalizó en la EuroChallenge con el 9º mejor % de triples y fue el 1º en triples metidos por partido (2,6).
En su tercera temporada (2012-2013), jugó 25 partidos de liga, 5 de play-offs y 9 de Euroliga, promediando en liga 9,9 puntos (40,1 % en triples y 86,5 % en tiros libres), 3,5 rebotes, 2 asistencias y 1,3 robos en 27,6 min, en play-offs 8,2 puntos (66,7 % en tiros de 2 y 47,8 % en triples), 2 rebotes, 2,2 asistencias y 1 robo en 23,8 min, y en la Euroliga 8,8 puntos (34 % en triples y 78,9 % en tiros libres), 2,1 rebotes y 1,3 asistencias en 26,7 min de media.
A principios de temporada, quedaron subcampeones del Match des Champions. Fue seleccionado para el All-Star Game de la LNB (5 puntos (1-2 de 2 y 1-3 de 3), 2 rebotes y 1 tapón en 14 min).
En su cuarta temporada (2013-2014), jugó 30 partidos de liga, 3 de play-offs y 10 de Eurocup, promediando en liga 9,4 puntos (40,6 % en triples y 79,5 % en tiros libres), 3,2 rebotes y 2,2 asistencias en 24,2 min, en play-offs 8,3 puntos (55,6 % en tiros de 2 y 33,3 % en triples), 5,3 rebotes y 1,3 asistencias en 28 min, y en la Eurocup 7,7 puntos (50 % en tiros de 2 y 91,7 % en tiros libres), 4,5 rebotes y 2,2 asistencias en 27,6 min de media.
En su quinta temporada (2014-2015), jugó 33 partidos de liga y 3 de play-offs, promediando en liga 10 puntos (44 % en triples y 72,7 % en tiros libres), 4 rebotes y 1,9 asistencias en 24,6 min, mientras que en play-offs promedió 9 puntos (50 % en tiros de 2, 44,4 % en triples y 100 % en tiros libres), 2,3 rebotes y 2 asistencias en 24,3 min.
En su sexta y última temporada (2015-2016), jugó 32 partidos de liga, 2 de play-offs y 19 de Copa Europea de la FIBA, promediando en liga 9,3 puntos (58,6 % en tiros de 2, 43,5 % en triples y 92,5 % en tiros libres), 2,8 rebotes y 1,8 asistencias en 21,2 min, en play-offs 11 puntos (75 % en tiros de 2, 33,3 % en triples y 100 % en tiros libres), 3,5 rebotes y 2 asistencias en 20,5 min, y en la Copa Europea de la FIBA 8,9 puntos (54,1 % en tiros de 2, 41,8 % en triples y 65,2 % en tiros libres), 3,1 rebotes y 1,7 asistencias en 19,7 min de media.
Llegaron a la Final-Four de la Copa Europea de la FIBA. Fue seleccionado por 2ª vez para el All-Star Game de la LNB (6 puntos (2-4 de 3), 2 rebotes, 3 asistencias y 2 tapones en 10 min).
Disputó un total de 179 partidos de liga y 22 de play-offs con el cuadro de Chalon entre las seis temporadas, promediando en liga 10 puntos (41,6 % en triples y 84,9 % en tiros libres), 3,5 rebotes, 1,9 asistencias y 1 robo en 25,5 min de media, mientras que en play-offs promedió 9,4 puntos (40,1 % en triples y 63,8 % en tiros libres), 3,9 rebotes y 1,8 asistencias en 25,8 min de media.

#### Cholet Basket
Tras seis buenas temporadas en Chalon, el 9 de junio de 2016, firmó para la temporada 2016-2017 por el Cholet Basket.

### Selección francesa
Internacional con las categorías inferiores de la selección francesa, disputó el Europeo Sub-16 de 1999 celebrado entre Celje, Laško y Polzela, Eslovenia, donde Francia acabó en 4ª posición, y el Europeo Sub-20 de 2002 celebrado entre Alytus, Kaunas y Vilna, Lituania, donde Francia se colgó la medalla de bronce tras vencer por 95-78 a la Selección de baloncesto de Rusia.
En el Europeo Sub-16 de 1999 jugó 13 partidos con un promedio de 7 puntos (77,5 % en tiros libres) y 3,1 rebotes en 21,5 min de media.
En el Europeo Sub-20 de 2002 jugó 8 partidos con un promedio de 8,1 puntos (68,8 % en tiros libres), 4,4 rebotes y 1,3 asistencias en 20,3 min de media.